# Auge (Ardenne)
Auge è un comune francese di 58 abitanti situato nel dipartimento delle Ardenne nella regione del Grand Est.

## Società

### Evoluzione demografica
Abitanti censiti